# بيل فولر (لاعب كريكت)
بيل فولر (13 مارس 1959 - ) (بالإنجليزية: Bill Fowler)‏ هو لاعب كريكت نيوزلندي.